# Czarny Bór (gromada)
Czarny Bór – dawna gromada, czyli najmniejsza jednostka podziału terytorialnego Polskiej Rzeczypospolitej Ludowej w latach 1954–1972.
Gromady, z gromadzkimi radami narodowymi (GRN) jako organami władzy najniższego stopnia na wsi, funkcjonowały od reformy reorganizującej administrację wiejską przeprowadzonej jesienią 1954 do momentu ich zniesienia z dniem 1 stycznia 1973, tym samym wypierając organizację gminną w latach 1954–1972.
Gromadę Czarny Bór z siedzibą GRN w Czarnym Borze utworzono – jako jedną z 8759 gromad na obszarze Polski – w powiecie kamiennogórskim w woj. wrocławskim, na mocy uchwały nr 16/54 WRN we Wrocławiu z dnia 2 października 1954. W skład jednostki weszły obszary dotychczasowych gromad Czarny Bór, Borówno, Grzędy i Grzędy Górne ze zniesionej gminy Czarny Bór w tymże powiecie. Dla gromady ustalono 22 członków gromadzkiej rady narodowej.
Między 2 lipca 1956 a 26 listopada 1957 (brak dostępu do odpowiedniej uchwały) do gromady Czarny Bór z dużym prawdopodobieństwem włączono obszar – w całości lub większą część – zniesionej gromady Witków w tymże powiecie. Gromada Witków wymieniana jest jeszcze w oficjalnym spisie gromad Urzędu Rady Ministrów według stanu z 1 lipca 1956, natomiast nie występuje już w wykazie gromad w uchwale PRN w Kamiennej Górze z 26 listopada 1957. Gromada Czarny Bór, oprócz bliskości geograficznej, jako jedyna w powiecie kamiennogórskim zwiększyła znacząco liczbę członków GRN w okresie 1954–1957 (z 22 w 1954 roku do 27 w 1957 roku).
Gromada przetrwała do końca 1972 roku, czyli do kolejnej reformy gminnej. 1 stycznia 1973 w powiecie kamiennogórskim reaktywowano gminę Czarny Bór (od 1999 gmina należy do powiatu wałbrzyskiego w woj. dolnośląskim).